# Bartolomeu de Cervere
Bartolomeu de Cervere foi um frade dominicano beatificado pelo papa Pio IX em 1853.

## Vida e obras
Entrou para a Ordem dos Pregadores a 8 de Maio de 1452, Bartolomeu recebeu a sua licenciatura, mestrado e doutoramento  na Universidade de Turim, a única vez em que alguém obteve os três graus académicos no mesmo dia.
Ensinou naquela universidade durante um ano, após o que foi eleito prior do seu convento. Foi nomeado inquisidor do Piemonte, que era um cargo perigoso naquele tempo dada a violência e  popularidade das várias seitas heréticas. 
A caminho de Cervere, ele e seus companheiros foram atacados por cinco hereges. Bartolomeu morreu por conta dos ferimentos, perfurado por várias adagas. Seus companheiros conseguiram escapar e trouxeram o corpo do inquisidor de volta para Savigliano, onde ele foi enterrado num igreja dominicana.